# Mert Öcal
Mert Öcal (ur. 12 maja 1982 w Stambule) – turecki aktor i model.

## Życiorys

### Wczesne lata
Urodził się w Stambule. Jego brat, Yiğit Öcal jest jednym z założycieli i głównym managerem firmy zajmującej się produkcją i dystrybucją profesjonalnych środków czystości. W dzieciństwie zmagał się z nadwagą. Z tego powodu jako nastolatek zaczął uprawiać sport; grał w koszykówkę, piłkę nożną, siatkówkę i tenisa. 

### Kariera
W 2004 wygrał XVII edycję konkursu na „Najlepszego Modela Turcji”, a następnie jako czwarty Turek w historii zdobył tytuł „Najlepszego Modela Świata”; wcześniej byli to: Kenan İmirzalıoğlu (1997), Faik Ergin (1999) i Kıvanç Tatlıtuğ (2002). Następnie rozpoczął karierę jako model. Brał udział w wielu sesjach katalogowych i pokazach mody na całym świecie, a jego zdjęcia pojawiły się w różnych magazynach, w tym „Cosmopolitan” (w maju 2017).
Zadebiutował na telewizyjnym ekranie w serialu Asla unutma (Nigdy nie zapomnij, 2005). Wcielił się w postać Murata w dwóch produkcjach telewizyjnych - Rüyalarda bulusuruz (Spotykamy się w snach, 2006) i Oyun bitti (Koniec gry, 2007). W serialu Kontrakt na miłość (Aşk Yeniden, 2015-2016) zagrał Ertana, pierwszą miłość głównej bohaterki. W trzecim sezonie serialu Więzień miłości (Adini Sen Koy, 2018) wystąpił jako Tarik, nowy zastępca dyrektora naczelnego. W 2020 wziął udział w tureckiej edycji reality show Survivor, kręconym na Dominikanie. W serialu Sen Çal Kapımı (Zapukaj do moich drzwi, 2021) zagrał postać księcia Seymena.